# Arachnis annamensis
Arachnis annamensis es una especie de orquídea. Es originaria de Vietnam.

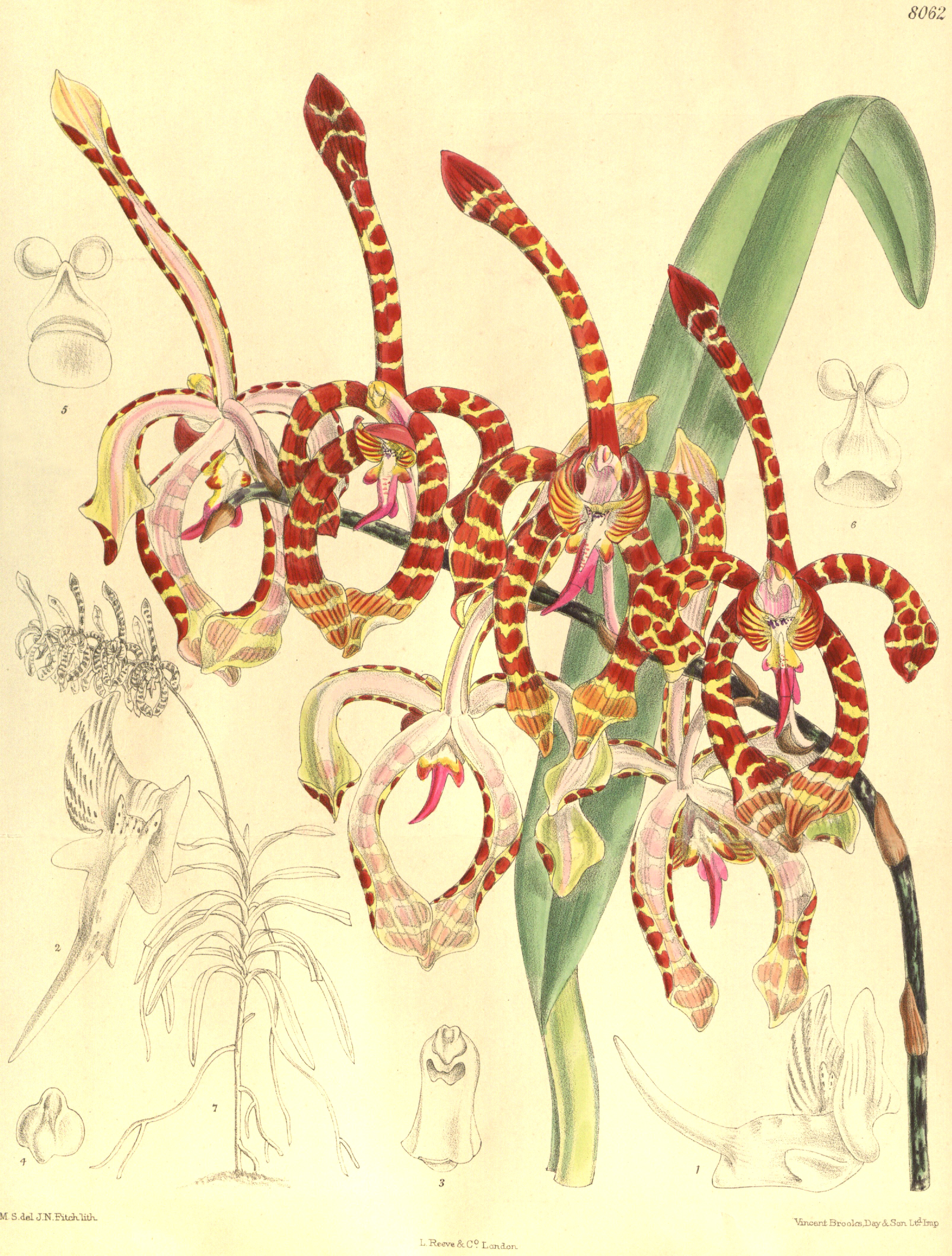
Ilustración

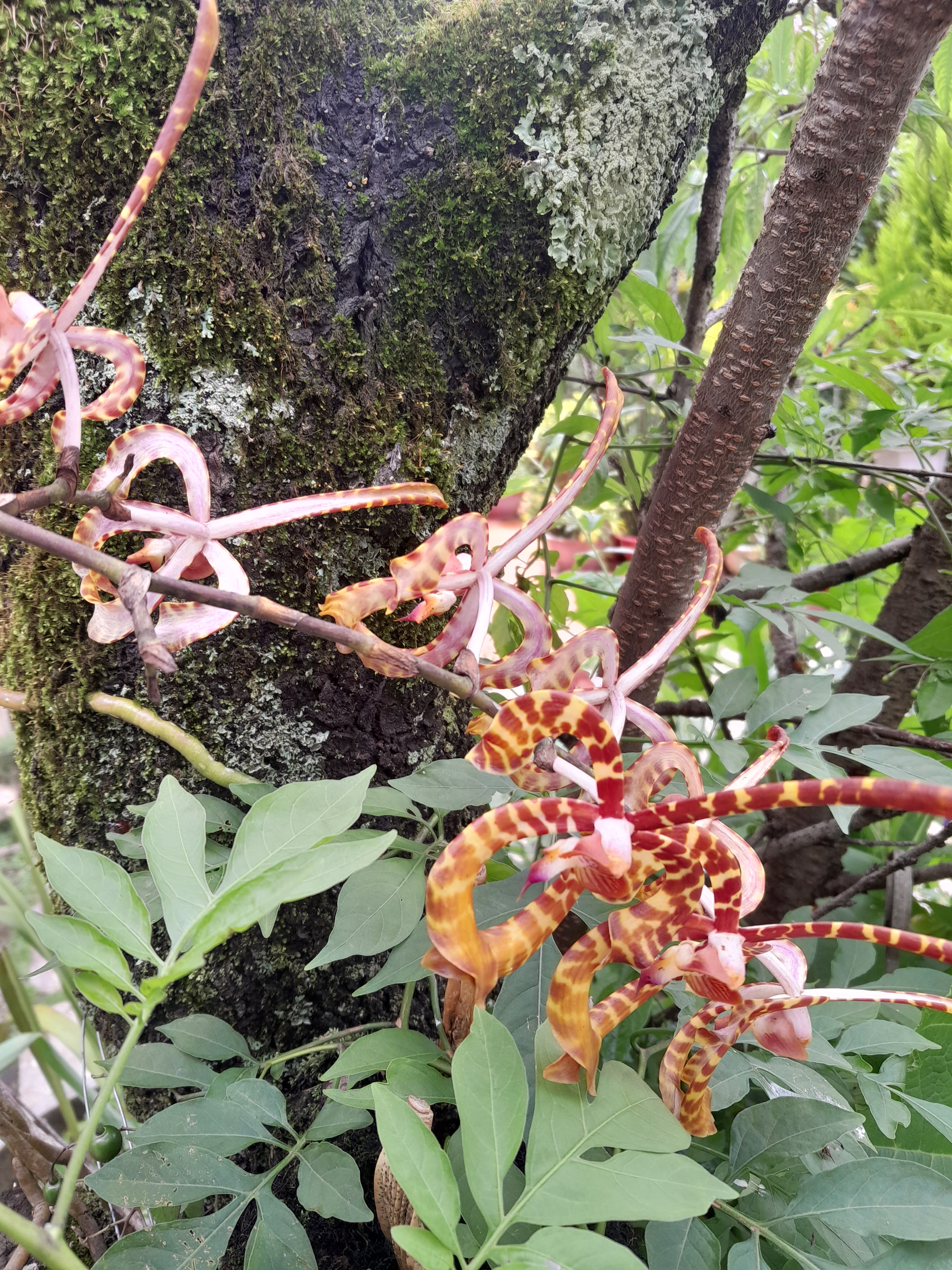
Arachnis annamensis

## Descripción
Es una orquídea de gran tamaño, monopodial, que prefiere el clima cálido, con crecimiento de epífita y con un tallo alargado que lleva muchas hojas, alternas, apicalmente poco bilobulada. Florece en la primavera en una inflorescencia axilar, erguida de 60 cm de largo, con muchas flores.

## Distribución y hábitat
Se encuentra en Vietnam en los bosques de hoja perenne, semi-caducifolias y bosques bajos caducifolios secos en elevaciones desde el nivel del mar a 1500 metros.

## Taxonomía
Arachnis annamensis fue descrita por (Rolfe) J.J.Sm. y publicado en Natuurkundig Tijdschrift voor Nederlandsch-Indië 72: 73. 1912.
Etimología
Arachnis: nombre genérico que procede da la latinización de la palabra griega: αράχνη (arachnis) que significa "araña", en referencia a la forma de sus flores.
annamensis: epíteto geográfico que alude a su localización en Annam en Vietnam.
Sinonimia
- Arachnanthe annamensis Rolfe	basónimo
- Arachnis evrardii (Guillaumin) Tang & F.T.Wang
- Renanthera evrardii Guillaumin[3][4]